# 328P/LONEOS-Tucker
328P/LONEOS-Tucker, komet Jupiterove obitelji